# 罗孚V8引擎
罗孚V8发动机是一款采用铝制气缸体和气缸盖的紧凑型V8化油器汽油机，最初由通用汽车公司设计、后来由英国罗孚公司重新设计生产，自1967年在英国首次亮相以来，已被广泛应用于罗孚和其他厂家的各种车辆。

## 历史
罗孚V8发动机原型是别克215发动机，这是一款全铝OHV推杆发动机，设计于1950年代末、于1960年进入量产，首次在1961年在美国搭载发售。
这款紧凑的合金发动机重量很轻，只有144公斤（317磅），而且能够输出很高的功率：这款发动机最强大的别克版本额定功率为200马力（149千瓦），与之非常相似的奥兹莫比"Jetfire "涡轮增压版本的功率为215马力（160千瓦）。
根据销售量和媒体来看，这款发动机是非常成功的。
别克在短短3年内就生产了376,799辆搭载该发动机的汽车。
奥兹莫比215发动机的生产数量与之相当。
此外一些庞蒂亚克车型也安装了别克215发动机，因此该发动机被称为 "BOP 215"（BOP代表别克/奥德斯莫比/庞蒂亚克）。
然而，铝制发动机的生产成本相对较高，而且由于使用了与铝制发动机不兼容的防冻液，导致机油和冷却液密封以及散热器堵塞等问题。
因此，通用汽车在1963年后停止了全铝发动机的生产，尽管别克保留了类似的300/340/350 cid发动机（铁块和合金头，后来是全铁）（1964-1980年），以及V6衍生产品（1962-2008年），事实证明，该发动机的寿命非常长，而且非常成功。
1964年1月，罗孚公司的美国业务负责人J.Bruce McWilliams开始尝试和通用汽车接洽研究使用别克V8发动机用于罗孚汽车的可能性。
据史料记载，麦克威廉姆斯第一次见到别克V8发动机是在水星公司的工厂里，当时他正在讨论向水星出售罗孚燃气轮机和柴油发动机的事宜。
水星公司曾使用路虎上的2.25 L柴油发动机的船用版本。
麦克威廉姆斯曾了解到过别克V8并在此时意识到轻量化的别克V8发动机是小型英国汽车的理想之选（它的重量比它将取代的许多直4发动机还要轻）。
McWilliams和William Martin-Hurst于是十分积极地说服通用汽车出售V8引擎的模具给罗孚汽车。
通用最终在1965年1月同意了出售。即将退休的别克工程师Joe Turlay也随之搬到英国担任顾问。
英国制造的发动机版本上使用两个SU化油器，最初是HS6，然后是HIF6和HIF44变体（生产前14年），然后是两个CD175 Stromberg化油器（用了2-3年），博世L-Jetronic（前7-8年，又名Lucas 4CU Flapper），然后是日立Hotwire（用了5年，又名Lucas 14CUX），然后是GEMS系统（直到终产前2年），最后是博世Motronics 2年。2011年这台发动机还在生产，厂商是英国伯明翰的Coscast公司。
除了出现在罗孚汽车上，该发动机还被罗孚卖给了其他的一众英国小型汽车制造商，并出现在各种车辆上。
摩根+8、TVR、凯旋TR8、路虎和MGB V8等一些车型上都有罗孚V8的身影。
此外在DIY汽车市场，罗孚V8发动机在英国一直是比较常见的手工自造车（kit car）使用的发动机。类似雪佛兰小型V8发动机对于美国手工车制造商一样（尽管许多英国手工车传统上使用四缸发动机，如福特Pinto和Crossflow引擎）。
虽然美国市场上引擎众多，他们最终仍然坚持选择别克或罗孚铝制V8发动机用于小型运动型汽车如MGB。
1964年别克铁块4.9 L发动机采用铝制气缸盖，缸径3.75，曲轴冲程较长的3.4英寸，经过扩缸等改装后可与别克215或罗孚发动机缸体配合使用，可生产出排量高达约4.9 L的高输出、重量极轻的V8发动机。300曲柄，在215缸体中加工成215尺寸的主缸后，可产生4.3 L（260立方英寸）的排量。美国的Traco公司是这种发动机的主要制造者。
到了2000年初，罗孚V8开始落伍、变得与同级别的其他V8发动机没有竞争力。它的输出功率比更现代的V8发动机少80-100马力，它的燃油效率也不如新的V8发动机，并且使用了过时的16气门推杆结构，而其他豪华汽车制造商生产的V8发动机则使用了双顶置凸轮和32气门。随着2003年路虎揽胜改用宝马M62 V8发动机，2005年路虎发现神行改用捷豹AJ-V8发动机，2004年5月，最后一款量产的路虎V8发动机在生产了37年后，2004年路虎发现神行是最后一款使用该发动机的量产车。最后一款使用罗孚V8的罗孚品牌汽车是罗孚SD1，该车于1986年停产，取而代之的是罗孚800，该车是本田和罗孚集团共同开发的本田Legend的改款车型。它使用了本田C发动机的2.7升的改款作为其顶配发动机选择。2003-2005年，MG罗孚集团为罗孚75和MG ZT 260使用了4.6 L福特模块化V8发动机的SOHC变体。当路虎被宝马卖给福特时，路虎V8发动机仍然留在了路虎。虽然路虎已经改用捷豹AJ-V8发动机，但他们希望该发动机的生产能够继续下去，于是他们安排在工程制造公司MCT旗下的Weston-super-Mare重新开始生产。在可预见的未来，MCT将继续小量生产这款发动机，为售后市场和替代用途提供发动机。

罗孚V8发动机并不是罗孚公司生产的第一台V8发动机。当罗孚公司在惠特尔涡轮发动机的开发上出现工程意见分歧时，威尔克斯兄弟与罗尔斯-罗伊斯公司做了一个技术交换交易。巴诺兹威克的涡轮发动机项目由罗尔斯-罗伊斯公司负责，罗孚公司接管了V12流星发动机的生产，该发动机被用于二战期间的一系列坦克和战后的百夫长坦克--（流星V12发动机是梅林航空发动机的微调版本）。
在此基础上，又开发了V8变体：罗孚流星，也被称为劳斯莱斯流星。
这是一款容量为18.01升（1099立方米）的V8汽油发动机。
实质上，它是V12流星的三分之二，它与流星共享60°的岸角。流星是为重型车辆、船用和固定动力装置而制造的：它为Thornycroft Antar或Mighty Antar坦克运输车提供动力--因此被用来运输由流星发动机驱动的坦克--也为澳大利亚的雪山水电（Snowy Mountains Hydro）提供重型运输。

## 赛用引擎
由于铝制缸体使该发动机成为最轻的V8发动机之一，因此它显然是赛车的首选。米奇-汤普森（Mickey Thompson）的赛车在1962年的印第安纳波利斯500英里赛中使用了这款发动机。从1946年到1962年，还没有一辆原厂车参加这项著名的比赛。但是到了1962年，别克215是33辆赛车中唯一一辆非Offenhauser引擎的赛车。新手车手丹-古尼（Dan Gurney）获得第8名，并在92圈中表现出色，最后因变速箱问题退赛。
这种发动机的罗孚版本被广泛开发并用于拉力赛，尤其是在凯旋TR8跑车上。Hotstox也在他们的原厂车中使用罗孚V8。
澳大利亚Repco V8 F1发动机是基于别克215缸体，从技术上讲，这是一个常见的误解，因为罗孚/别克V8的每个气缸单元周围只有5个缸头螺柱，而这无法容纳6个螺柱的Repco RB620缸头。Repco V8是基于同时期的Oldsmobile 215缸体，其外观、尺寸和材料都非常相似，但每缸使用6个缸头螺柱。在缸体设计/缸盖夹持上的细微差别，源于奥兹莫比尔有意生产更高功率、涡轮增压的Jetfire版小/轻型V8，然而，公众/媒体往往不知道内部的差别。

## 3.5 L引擎

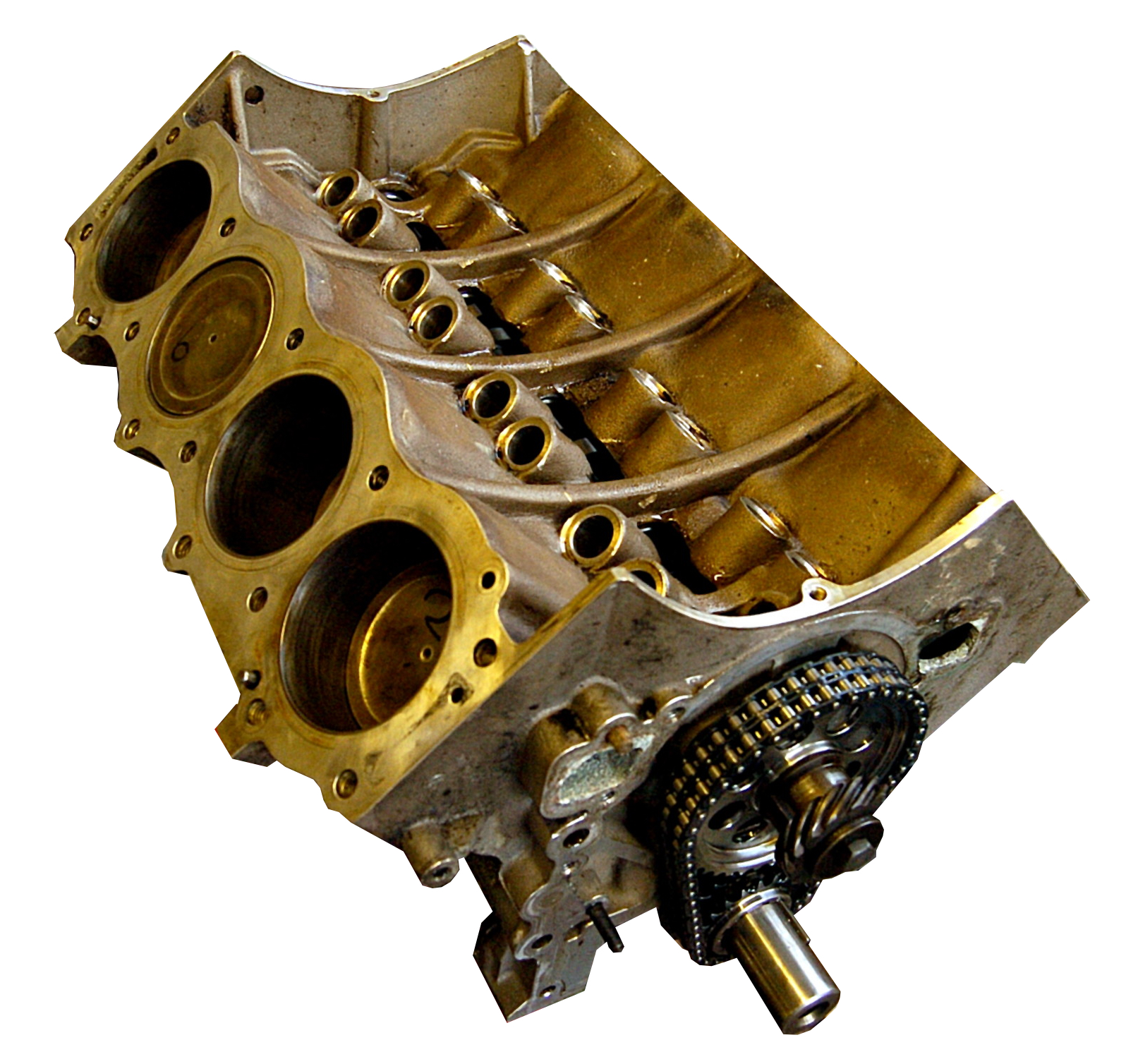
A 3.5-litre Rover V8 engine, stripped of ancillaries, cylinder heads and sump

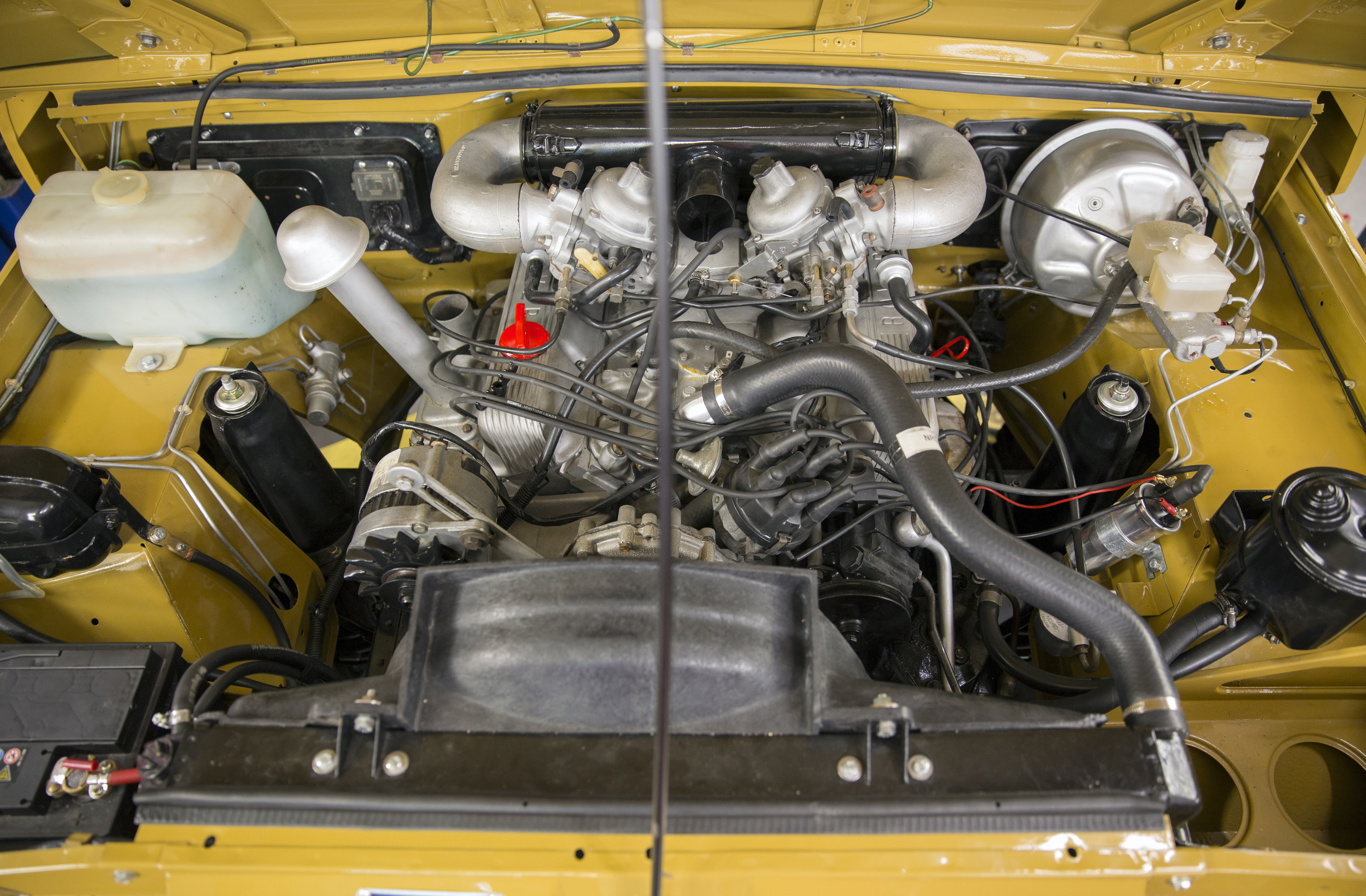
3528 cc Rover V8 engine in a 1973 Range Rover

最初的罗孚版发动机排量为3.5 L；215.5立方英寸（3,532 cc）。缸径和冲程为88.9毫米×71.12毫米（3.50英寸×2.80英寸）。所有罗孚V8都是OHV推杆发动机，每缸有两个气门。它使用了砂铸缸体和压入式铁质气缸套，并采用了带有两个HS6型SU化油器的新型进气歧管。罗孚发动机比别克发动机更重但更强，干重约为170公斤（370磅）。该发动机首次在1967年的罗孚P5B轿车上推出，最初在5,200转/分时输出160 PS（118千瓦；158马力），在2,600转/分时以10.5:1的压缩比输出210磅-英尺（285牛-米）的扭矩（当时英国仍有5星汽油）。1976年，罗孚SD1推出后，发动机得到了改进，曲轴两端的 "绳状 "油封被唇形油封取代，火花塞尺寸也发生了变化，压缩比也降低到9.35:1。
搭载车型：1967-1973年路虎P5B、1968-1976年罗孚P6B、1968-1990年Morgan Plus 8、1970-1989年路虎揽胜、1973-1976年MGB GT V8、1976-1987年罗孚SD1、1978-1985年路虎III系列 "第一阶段"、1979-1981/2 Triumph TR8、1980-1990年TVR 350i、1983-1994年，路虎90/110/卫士、1985-2006年货郎Sherpa/LDV Pilot/LDV Convoy、1989-1998年路虎发现。

### 柴油引擎：冰山项目
20世纪70年代末，英国利兰公司意识到1979年能源危机后柴油发动机汽车对英国、欧洲和北美市场的重要性日益增加。
当时决定需要一个新系列的柴油发动机，其动力强劲、精良和经济性足以用于利兰汽车。
然而，由于开发资金紧张，有必要使用现有的利兰旗下的汽油发动机作为基础。
这包括3.5升（3,532 cc）V8柴油版，其开发项目的代号为"Iceberg（冰山）"。
利兰公司与彼得堡的帕金斯（Perkins）发动机公司合作开发该发动机。
自然吸气和涡轮增压两种版本被生产出来，都使用Stanadyne旋转式机械燃油喷射系统。动力输出约为100（自然吸气）和150（涡轮增压）马力。
冰山发动机计划安装在路虎揽胜、路虎SD1和捷豹XJ上，但该项目遇到了合金缸盖和内部冷却失效的问题。由于需要使用与汽油发动机相同的基本缸体铸件，使冰山发动机能够在同一条生产线上生产，以降低成本，因此项目受到了限制。虽然这些问题本来是可以克服的，但由于利兰的重组，特别是路虎和罗孚被拆分为不同的部门，该项目遇到了财务和后勤问题。
1982年，路虎公司接管了V8发动机的生产，将其从位于阿科克斯格林的利兰发动机主厂转移到位于索利哈尔工厂的一条新的、产能低得多的生产线上，与其他路虎发动机一起生产。这意味着没有多余的产能来生产柴油版发动机。再加上北美的大型柴油发动机汽车市场没有如期发展，利兰公司终于在1983年退出了这个项目。
彼得堡的珀金斯起初决定单独进行这个项目，甚至为该发动机制作了作为柴油工业动力装置的广告手册，但利兰撤回了所有的技术支持，冰山项目也在1983年底结束。利兰与Perkins的另一次合作（生产O系列发动机的柴油版）则铲除了非常成功的 "Prima"引擎。利兰及其继承者罗孚集团从VM Motori购买了2.5升4缸涡轮增压发动机，用于SD1和揽胜。

## 3.9和4.0升引擎
路虎在整个20世纪90年代使用了3,946 cc（3.9 L）版本的路虎V8发动机。缸径增加到94毫米（3.7英寸），冲程保持不变，为71毫米（2.80英寸）。该发动机在1995年进行了改款，此后被称为4.0，以区别于早期版本，但排量没有变化。
改款包括新的进气和排气系统、额外的缸体肋骨、改进的活塞和更大的交叉螺栓主轴承。1995年的4.0车型产生了190马力（142千瓦；193PS）和236磅-英尺（320牛-米）的功率。
4.0的生产于2003年结束。该发动机的最终版本用于2003年的路虎发现神行，在4,750转/分时产生188马力（140千瓦；191马力），在2,600转/分时产生250磅-英尺（339牛-米）。
应用车型有：1990-2004年的摩根+8、1991-1995年Ginetta G33、1992-1996年MG RV8、1986-1993年TVR V8S、1989-1995年路虎揽胜（在此应用中称为3.9）、1991-2000年TVR Griffith、1992-2001年TVR奇美拉、1995-1999年路虎揽胜(P38A)，SE车系、1996-2004年路虎发现、1994-1998年路虎卫士(仅在美国规格的车辆上作为标准配置使用，其他市场只提供特殊订单)、1998款路虎卫士50周年限量版
20世纪80年代初，TVR与Andy Rouse接触，希望将他在比赛中开发的3.9升（3,946 cc）V8变体用于他们的罗孚引擎的TVR 350i 楔形车上（Rouse曾成功地在赛道上使用改装过的V8发动机的罗孚SD1）。由于一些原因（主要是成本），Rouse的版本没有被使用，但这一概念被传递给了其他工程公司，从而产生了一种罕见的3.9变体。该装置的缸径为93.5毫米（3.68英寸）（而不是几年后推出的罗孚自己的94毫米（3.7英寸）），因此容量为3,905毫升（3.9升）。平顶活塞和高升程凸轮轴使压缩比达到10.5:1。TVR宣称其输出功率为275 bhp，虽然这个数字通常被车迷们忽略，但一台健康的3,905 cc (3.9 L)发动机将产生超过240 bhp的功率。一旦确定了可复制的规格，大部分的发动机生产由North Coventry Kawasaki (NCK)负责，该公司随后被TVR收购，成为其内部的发动机部门，称为TVR Power。大约100辆汽车(TVR 390SE)采用了3,905 cc (3.9 L)发动机；TVR后来的 "400 "产品是基于当时的揽胜4L发动机3,946 cc (3.9 L)。
应用车型：1986-1989年的TVR 390SE

## 4.2L和4.3L引擎

### 4.2L
路虎为经典揽胜的顶级LSE规格扩展了3,946 cc（3.9 L）发动机。4.2 L发动机的排量为4.3 L；260.9立方米（4275 cc），使用了失败的 "冰山 "柴油发动机项目的曲轴铸件，缸径保持不变，为94毫米（3.7英寸），而冲程增加到77毫米（3.03英寸）。
应用车型：1992-1995年的路虎揽胜

### 4.3L引擎
在Griffith和Chimaera上，跑车制造商TVR旗下位于考文垂的子公司TVR Power使用77毫米（3.03英寸）冲程的曲轴和94毫米（3.7英寸）的缸径尺寸，制造了一台4.3升；261.2立方英寸（4280cc）排量的罗孚V8版发动机。缸径和冲程与罗孚的4.2发动机相同，但罗孚四舍五入为4.2 L，而TVR四舍五入为4.3 L。
路虎和TVR版本的主要区别在于使用了路虎3.9活塞（通常为9.35:1压缩版本，有报道称少量发动机使用了低压缩（8.13:1）活塞），其中活塞顶部被加工成与甲板高度相匹配，从而提高了静态压缩比。机头垫片原来是铜质的，比后来发动机的复合垫片略厚。TVR 4.3发动机往往采用精心设计的汽缸盖，尽量减少气门导向器在汽缸盖上的突出部分，并指定了用游标齿轮调节正时的Duplex正时链条，但实际上并非所有发动机都采用了这种装置。凸轮轴通常采用肯特凸轮214规格，尽管 "大气门 "版本可以安装224甚至234（竞赛）凸轮。
所谓的 "pre-cat "版本的格里菲斯主要使用这款发动机，尽管也有4.0升版本。Chimaera推出了4.0和4.3升的发动机。早期的Griffiths和Chimaera车型采用了少量的 "大气门 "版本，其气缸盖经过改进，进气阀为43毫米（1.7英寸），排气阀为37毫米（1.5英寸），凸轮轴外形更加激进。
应用车型：1992-1993年的TVR格里菲斯、1993-1994年TVR Chimaera

## 澳大利亚利兰的4.4L引擎

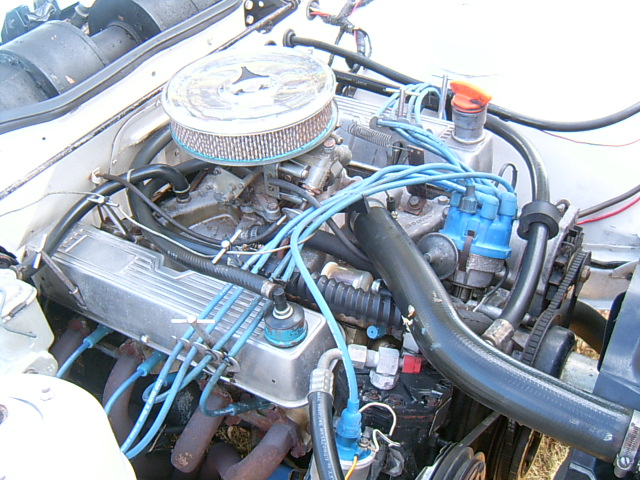
Leyland P76 V8 engine

澳大利亚利兰为其1973年仅在澳大利亚生产的利兰P76生产了一款4,414 cc（4.4 L）的铝制V8发动机。其缸径和冲程为88.9毫米×88.9毫米（3.50英寸×3.50英寸），使其成为一款方形发动机。缸体甲板的高度被加长，中心之间安装了158.75毫米（6.250英寸）的长锥体。这种罕见的发动机可产生200马力（149千瓦；203马力）和280磅-英尺（380牛-米）的功率，虽然计划出口（到英国），但由于英国利兰公司在1975年关闭了他们在澳大利亚的业务，因此这种发动机没有更广泛使用。英国利兰公司进口了一台完整的P76发动机进行评估，但该发动机从未安装在车辆上，并在公司解散时被出售。
应用车型：1973-1975年的Leyland P76、1976-1979年Leyland Terrier卡车

## 4.5L和4.6L引擎

### 4.5L版本
不要与后来的4.6升发动机混淆，TVR为Chimaera推出的4.5升发动机，也有一个80毫米（3.15英寸）曲柄和94毫米（3.7英寸）缸径的版本，容量为4,444毫升（4.4升；271.2立方英寸），TVR将其用于小批量的特别版450 SEAC、赛车版和随后的Tuscan Challenge赛车。极少数的Griffith和Chimaera公路车采用了这种发动机，被称为 "450 BV"（Big Valve）。

### 4.6L版本

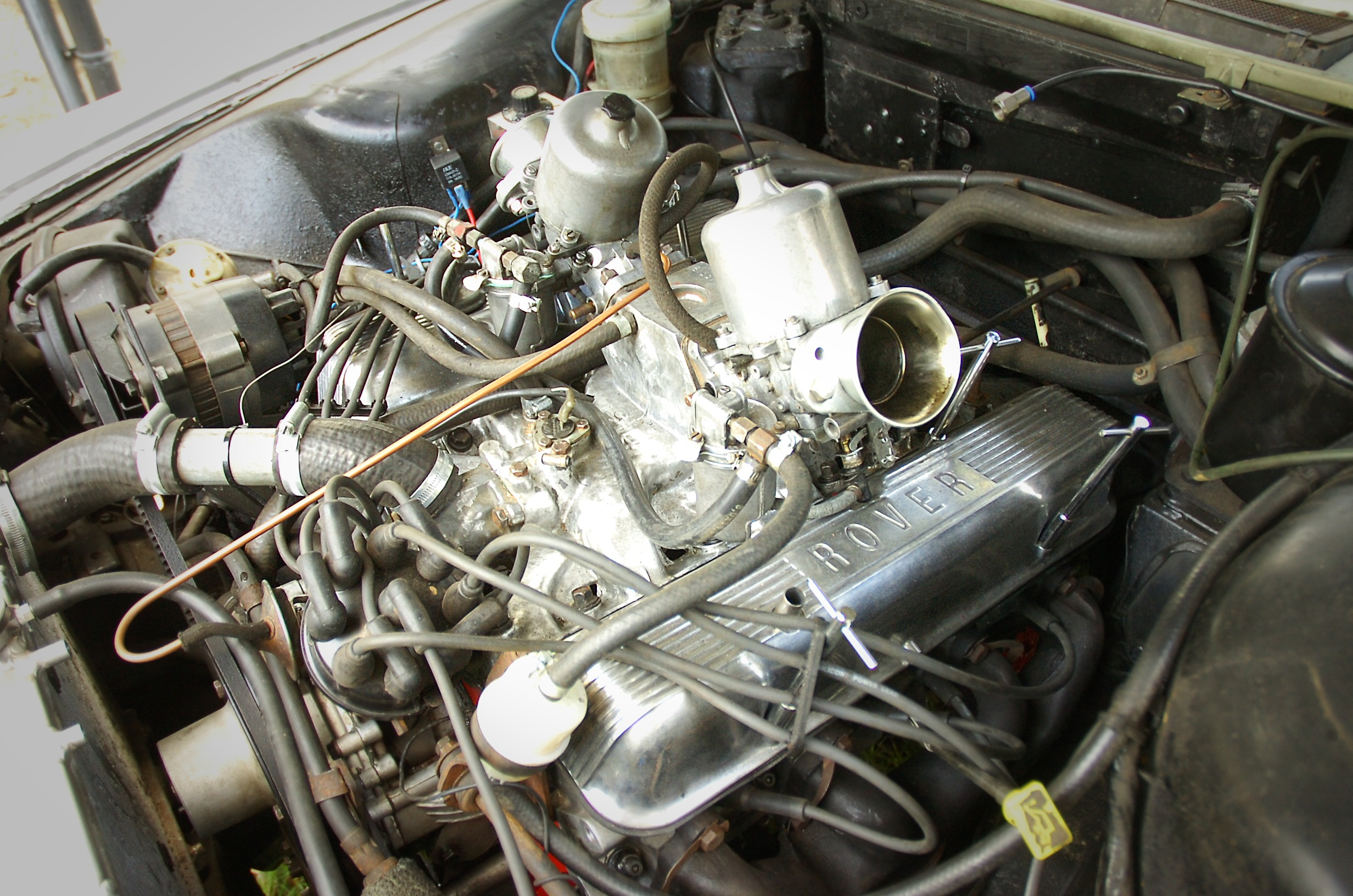
A 4.6-litre Rover V8 engine with SU carbs, fitted to a Rover P6.

1996年，路虎将路虎V8发动机扩大到4,552毫升（4.6升）。缸径大小与之前的4.0相同，为94毫米（3.7英寸），但发动机的冲程增加了10.9毫米（0.43英寸），总冲程为82毫米（3.23英寸）。输出功率为225马力（168千瓦；228PS），280磅-英尺（380牛-米）。
4.6车型于2004年在英国索利哈尔结束生产。最终版本在路虎揽胜P38上推出，在4,750转/分时输出218马力（163千瓦；221马力），在2,600转/分时输出300磅-英尺（407牛-米）。
罗孚V8发动机的最后一次量产应用是在路虎发现中，直到2005年该车重新设计。目前，一些独立制造商生产的手工打造的跑车仍在使用它。
应用车型：1995-2002年路虎揽胜HSE车系（SE车系可选）、2003-2004年路虎发现(北美市场)、1996-2002年TVR奇美拉

## 5.0L引擎
英国跑车制造商TVR在两款车型中使用了一款5.0 L（4,997 cc）的罗孚V8变体。其缸径和冲程为94毫米×90毫米（3.70英寸×3.54英寸）。这两款车型，即Griffith和Chimaera在其高端规格中使用了5.0 L（4,997 cc）的单元。工厂报价高达340 bhp（254 kW；345 PS），扭矩350 lb-ft（475 N-m）。
应用车型：1990-1995年的Lichfield Land Rovers、1992-2001年TVR奇美拉、1992-2000年TVR格里菲斯、2002-2006年的Bowler Wildcat（用了混合型5.0升V8发动机，采用路虎气缸盖和TVR缸体和活塞组件）
此外，在20世纪80年代中期，改装车爱好者发现215可以使用别克300曲轴、新的气缸套和各种非别克零件，将其拉伸到5.0升（305立方英寸）之多，还可以安装摩根+8的高压缩气缸盖。使用5升罗孚缸体和曲轴，5.2 L（317.8立方米）的排量也是可能的，主要用于赛车应用 ，
将设计拉伸到极限，有可能达到5.6 L（339.2立方米）以上的排量，甚至有可能达到6.3 L（383.4立方米）附近的排量，不过后者目前还没有经过实际测试。